# 나시 우둑
나시 우둑(인도네시아어: nasi uduk)은 인도네시아의 코코넛밥이다. 대표적인 브타위 요리의 하나이며, 특히 자카르타에서 즐겨 먹는다.

## 만들기
정향, 계피, 레몬그래스를 넣고 물 대신 코코넛밀크에 쌀밥을 짓는다. 판단잎을 넣기도 한다.

## 같이 보기
- 나시 구리
- 나시 르막
- 나시 리웟
- 나시 다강
- 나시 쿠닝